# 宗教人類学
宗教人類学（しゅうきょうじんるいがく、英語: anthropology of religion）は、宗教団体とその他の社会組織との関係や文化という側面から宗教信仰や宗教行為について比較研究する学問である。

## 学説史
11世紀初頭にアブー・ライハーン・ビールーニー（Abū Rayhān Bīrūnī）は、中東や地中海地域、そしてとりわけインド亜大陸における詳細な文化・宗教人類学的比較研究を行った。ビールーニーの研究は、彼が研究対象とする国々と深い関係を持つことによって達成されたものである。ビールーニーは、研究対象地域の人々や慣習、そしてインド亜大陸の諸宗教についての膨大な調査を行い、比較宗教学や宗教人類学の先駆者といわれている。アーサー・ジェフリー（Arthur Jeffery）は「これほど客観的かつ差別的な先入観のない他宗教についての言説、最適な調査対象を選んだ上での真剣な研究に対する取り組み、そして厳格かつ公平な研究を積み重ねるという方法は、近代以前では稀なことである」と述べている。
ビールーニーは、彼の言説に対する信仰者からの批判は覚悟していたし、学者は厳密な科学的方法に基づくべきだという考えを持っていた。ウィリアム・モンゴメリー・ワット（William Montgomery Watt）によれば、ビールーニーは「事実を書き記すことにおいて尊敬すべきほど客観的で偏見がない」が「彼は自分の見解を明確に表してはいないようにみえるものの、人々の宗教経験にある一定の統一性があることを証明するために事実を選び出している」としている。ビールーニーの異文化比較研究は、イスラム世界から14世紀のイブン＝ハルドゥーン（Ibn Khaldun）の研究に引き継がれた。
1841年にルートヴィヒ・フォイエルバッハ（Ludwig Feuerbach）によって全ての宗教はそれを崇拝する人間のコミュニティーにより創造されるという人類学の理論を初めて提示された。1912年、エミール・デュルケーム（Émile Durkheim）は、フォイエルバッハの理論の上に、宗教は「社会における社会的価値の投影」「社会についての象徴的な言説を作る手段」「社会秩序についての言説を作る象徴的言語」であると考えた。つまり、「宗教は社会自体を崇拝するものである」ということである。
19世紀に入ると、文化人類学の関心は文化的進化に集中する。多くの人類学者が「原始的」と「近代的」な宗教の間に単純な区分けがあると仮定し、どのようにして前者が後者に発展したのかという説明をしようとした。20世紀、多くの人類学者は、このアプローチを否定している。今日の宗教人類学はマックス・ウェーバー（Max Weber）、エミール・デュルケーム、ジークムント・フロイト（Sigmund Freud）、そしてカール・マルクス（Karl Marx）などの理論に影響を受けたりそれに基いた研究がなされている。これらの研究は、宗教信仰と行為がいかに政治的あるいは経済的な力を反映しているのか、あるい宗教信仰や行為の社会的機能について特に注目している。